# Kim Anderzon
Kerstin Kristina Birgitta "Kim" Anderzon (Östersund, 20 de março de 1943 – Vallentuna, 24 de outubro de 2014) foi uma atriz sueca.

## Biografia
Aos dezesseis anos, Anderzon mudou-se para Estocolmo, onde estudou como cartógrafa, com qual trabalhou por um tempo antes de iniciar sua carreira de atriz. Ela começou a ter aulas de atuação no Inge Wærns teaterstudio. Em 1969, começou a atuar no Pistolteatern. No mesmo ano estreou nos palcos na peça Direktör Ubu. Mais tarde, teve papéis nas peças Åh, vad Revolutionen är härlig!!... (1974), Vi betalar inte! Vi betalar inte! (1977) e En kvinna (1979). Ela ganhou o prêmio Guldbagge de Melhor Atriz por seu papel em Second Dance.

## Vida pessoal
Anderzon teve dois filhos, a atriz Anna Catharina Tintin Anderzon e Andrej Anderzon Möller. Ela morreu de câncer na coluna em sua casa em 24 de outubro de 2014.